# ایلاییاراجا
ایلاییاراجا (انگلیسی: Musical Genius؛ زادهٔ ۲ ژوئن ۱۹۴۳) یک موسیقی‌دان اهل هند است. وی از سال ۱۹۷۶ میلادی تاکنون مشغول فعالیت بوده‌است.

## فیلمشناسی
- اجانتا
- اجانتا
- ازیریس
- امید
- اوه خدا
- بیمناکی
- حادثه
- دوستان
- دوستان
- زمان
- سواتی موتیام
- فصل
- قاتل
- گراماتو آتیایام
- شاه بابیلی
- جولی گاناپاتی
- قلب را نیشگون نگیرید
- پسر اجداد
- پرندگان شاد
- چایتانیا